# Jodie Marsh
Jodie Louise Marsh (Brentwood, 23 dicembre 1978) è una modella, showgirl e culturista britannica.
È apparsa in topless in alcune riviste e giornali scandalistici ed ha partecipato nel proprio reality show, Totally Jodie Marsh.

## Biografia
I genitori di Jodie Marsh si chiamano John e Kristina, suo padre gestisce una società di imprenditori edili. Jodie nasce a Brentwood nell'Essex e frequenta la scuola indipendente di Brentwood. Ha un fratello, Jordan. È venuta alla ribalta nel programma reality Essex Wives nel 2002.

### Televisione, film e doppiaggi
Marsh stava lavorando a Stringfellows quando è apparsa in un programma sulle ragazze dell'Essex. Questo ha portato ad una serie di lavori di modellazione (vedi sotto). Ha poi partecipato a molti reality show televisivi, tra cui Trust Me - I'm A Holiday Rep,  The Games di Channel 4 ed in Fool Around... with Jodie Marsh di E4 in 2 occasioni.
Jodie ha vinto una versione di The Weakest Link nel 2006. Marsh ha avuto un ruolo da cameo nel primo episodio nello spettacolo comico del Venerdì sera di Channel 4 The Kevin Bishop Show.
Dopo aver gareggiato in Celebrity Big Brother, Jodie è apparsa su diversi dello spin off di spettacoli tra cui: Big Brother's Little Brother, Big Brother's Big Mouth e Big Brother's EForum.
Nella seconda serie inglese di MTV's Cribs nel 2008, Jodie ha mostrato la sua casa agli spettatori; sempre nel 2008, la Marsh è apparsa nel documentario di Channel 4 It's Me or the Dog, in questo programma lei dava consigli per affrontare l'allenamento a casa con i suoi 4 cani.
Marsh è apparsa come concorrente nel Reality show di Channel Five The All Star Talent Show, presentato da Myleene Klass e Andi Peters. In seguito Marsh ha iniziato a presentare la propria serie, Get a life per Living TV il 1 Marzo 2007. Fu cancellato dopo due episodi, a causa dei pochi ascolti.
Nell'ottobre 2008, è apparsa sulla prima puntata di London Ink sul canale televisivo Discovery Real Time. L'anno seguente, Jodie è apparsa sul popolare BBC Three show Snog Marry Avoid?, presentato da Jenny Frost. Marsh si trovò faccia a faccia con il dispositivo di revisione computerizzato chiamato POD dove ha ricevuto un make-under anche se è tornata rapidamente al suo solito look pesantemente truccato.
Il 29 settembre 2010, Marsh apparso nel documentario one-off (cioè con un'unica puntata) Jodie Marsh Tattoo Apprentice che è stato trasmesso sul canale DMAX. 
Il 25 gennaio 2012, Marsh è apparsa su Bullied di Channel 5: My Secret passato. Ha parlato degli effetti che il bullismo aveva su di lei e come abbia fatto a diventare ciò che è oggi. Ha anche incontrato altre vittime di bullismo.
Nell'aprile 2013, Channel 5 manda in onda il primo dei due spettacoli dal titolo Jodie Marsh: Bullied. Lo spettacolo presenta Marsh avventurarsi negli Stati Uniti per studiare come le scuole americane affrontano il bullismo.

### Carriera da modella
Dopo essere stata scoperta come table dancing (una danza simile alla Lap Dance), Marsh ha posato per riviste come FHM, Loaded, Nuts e Zoo.
Marsh fu la ragazza della terza pagina (che ospita foto glamour) per il The Sun in sei occasioni. È anche apparsa in servizi fotografici per le riviste Daily Sport, Daily Star e News of the world.
Nel giugno 2009, Marsh è apparsa sulla copertina di Zoo, nel novembre del 2010, è comparso su un'edizione speciale con doppia copertina della rivista. Nell'aprile 2011, Marsh ha completato un altro servizio fotografico per la stessa rivista ed è apparsa sulla copertina per un'edizione speciale in 3D del settimanale. Marsh poi ha continuato come modella grazie alle sue caratteristiche, ed è apparsa sulla copertina della rivista di nuovo nel mese di novembre 2012 e di marzo 2013.

### Celebrity Big Brother
Nel gennaio 2006, Jodie è apparsa su Celebrity Big Brother 4. Il 13 gennaio, è stata la prima ad essere votata per uscire fuori dalla casa - con 8 voti su 10 possibili per la nomination dai suoi compagni coinquilini, e il 42% dei voti del pubblico.

### Totally Jodie Marsh
Nel maggio 2007, il sito web Marry Me Jodie Marsh ha lanciato la scherzosa frase "I'm getting married this September... Only problem is that I don't have a man!" ("mi sposo il prossimo settembre ... L'unico problema è che non ho un uomo!"). Gli uomini sono stati invitati a presentare una domanda per una serie di audizioni aperte per la possibilità di sposare Marsh quel settembre. MTV ha filmato la ricerca e il successivo matrimonio.
Il reality parla della Marsh ed è intitolato Totally Jodie Marsh: Who'll Take Her Up the Aisle?, ha debuttato nel luglio 2007 e documenta la ricerca di Marsh per trovare un marito. Marsh alla fine ha scelto Matt Peacock, un ex-fidanzato della modella glamour Jordan.
Nell'episodio finale dello show, i dirigenti di MTV confrontarono Marsh e Peacock usando i filmati delle audizioni di Peacock sostennero che lui e la Marsh si erano frequentati ed erano vissuti insieme per 3 mesi, contrariamente a quanto detto nello show. Dopo che i dirigenti di MTV hanno lasciato la stanza, Peacock ha accusato Marsh di mentire a MTV.
La coppia si sposò il 1 settembre 2007 a Sugar Hut, un night club a Brentwood, nell'Essex. Una seconda cerimonia in giardino sul retro della madre è stata mostrata su MTV, il 2 settembre 2007. È stato poi rivelato che Marsh aveva il matrimonio pagato dagli sponsor che hanno creduto che il matrimonio fosse genuino. La coppia si è separata nel dicembre 2007. Marsh in seguito ammesso a Love It nel loro numero dell'8 gennaio 2008 che ".. the marriage was for TV. It was never for real" (".. il matrimonio era per la TV. non è mai stato per davvero") e "I'm not hiding the fact I did the TV show for money. Of course I did" ("non sto nascondendo il fatto che ho fatto lo show TV per soldi. Naturalmente l'ho fatto").

### Bodybuilding
Nel 2009, Marsh si interessò nel bodybuilding e ha sviluppato un fisico muscoloso lavorando con un personal trainer. A fine gennaio 2010, Marsh è stata descritta su LA Muscle TV in uno spettacolo di un'ora chiamato 6 pack in 4 weeks. Il lavoro di Jodie nello show, ha comportato un servizio fotografico per la rivista Muscle e fitness. Nel mese di ottobre 2011, Marsh ha partecipato ai Natural Physique Association Bodybuilding Championships a Sheffield, dove si è classificata 5ª.
In un'intervista con il quotidiano The Sun, il 4 ottobre 2011, Marsh ha dichiarato: "This is the best I've ever felt, and the best my body has ever felt too. In just 50 days I have gone from 25% body fat to 10% body fat, gained 8 pounds of muscle, and lost 20 pounds of fat. In 8 weeks I have achieved what normally takes six to nine months." ("Questo il meglio che abbia mai provato, e anche il meglio che il mio corpo abbia mai sentito. In soli 50 giorni sono passata dal 25 al 10% di grasso corporeo, ho guadagnato più di 3,5 kg di muscoli, e perso 9 chili di grasso. In 8 settimane ho ottenuto ciò che richiede normalmente sei-nove mesi.").
Jodie Marsh è apparsa su This Morning il 5 ottobre 2011 per discutere della sua competizione di bodybuilding e del suo fisico. Marsh è poi apparsa su Daybreak e The Late Late Show nel mese di ottobre 2011.
Il 6 ottobre 2011, Marsh è apparsa in un'intervista servizio fotografico e video con il quotidiano The Sun in cui si è discusso il suo regime di fitness e le sue sessioni di allenamento.
ll 26 ottobre 2011, Marsh è tornata al quotidiano The Sun per un servizio fotografico per celebrare il 10º anniversario del suo primo servizio fotografico con la rivista. Gli scatti sono apparsi sul giornale, con ulteriori fotografie con un'intervista sul sito.
Il nuovo fisico di Marsh ha provocato una serie di servizi fotografici e interviste con varie riviste. OK! Magazine ha svolto un'intervista "a casa" l'11 ottobre 2011 ed in seguito con l'Heat Magazine il 12 ottobre 2011.
Nel 2012, Marsh è apparsa in due trasmissioni televisive per la rete di DMAX. Il primo, Jodie Marsh: Bodybuilder racconta i tentativi di Marsh per competere con poche settimane di allenamento. Il secondo spettacolo Jodie Marsh: Brawn in the USA descrive la vincita dell'oro di Jodie nei campionati di bodybuilding dell'INBF a Los Angeles nel giugno 2012.
Nel luglio 2012, Jodie Marsh ha lanciato la propria gamma personale dei frullati di proteine per bodybuilding e integratori per bruciare i grassi chiamato JST Jodie.

### Libri
Nel 2005, la Marsh ha pubblicato la sua autobiografia Keeping It Real. L'edizione con la copertina rigida è stato rilasciata nel 2005, seguita da una versione tascabile nel 2006. La versione cartonata ha raggiunto la top 10 nella lista dei best seller.
Jodie Marsh ha scritto una rubrica settimanale per la rivista gossip Sneak fino alla sua chiusura nel mese di agosto 2006, in precedenza era "sexpert" della rivista Zoo Weekly, dove dava consigli agli uomini su temi legati al sesso. La sua scelta di avere una rubrica di consigli fece arrabbiare alcuni professionisti affermati. Lei si difese da questi dichiarando, "I haven't exactly got a degree in psychology but I just love sex, don't I?" ("Non ho avuto esattamente una laurea in psicologia, ma adoro il sesso, no?").

## Vita privata
Nel dicembre 2006, Marsh ha annunciato il suo fidanzamento con Brentwood DJ David Doyle, dopo averlo incontrato per 11 giorni. Evitando l'anello di fidanzamento tradizionale, Marsh si è fatta invece tatuare il nome completo di Doyle sulla sua mano e la coppia è apparsa insieme sulla rivista OK! annunciando il loro piano di sposarsi in una cerimonia fetish in una prigione. Il rapporto con Doyle si è concluso tra la fine di dicembre e la metà di gennaio 2007, lui la incolpò di bere troppo e di avere una scarsa igiene personale. Marsh, tuttavia, ha sostenuto che Doyle era stato infedele. Nel luglio 2012, Marsh ha iniziato a incontrarsi con Kirk Norcross in una relazione di due settimane, pubblicando foto intime su Twitter, è stato sostenuto che il rapporto si è concluso dopo che lei aveva rifiutato di fare sesso con Norcross.
Nel 2008, Marsh ha iniziato pubblicamente una relazione lesbica con una donna conosciuta come Nina, una parrucchiera e le fotografie di alcuni incontri delle due sono state pubblicate su riviste e giornali del tempo, con Jodie che sfacciatamente faceva capire che le due avrebbero passato la notte insieme. Nel numero di novembre dell'edizione britannica della rivista Star, Marsh ha dato una intervista completa circa il loro rapporto ed ha ricreato l'iconica copertina di Vanity Fair raffigurante Cindy Crawford che rasava k.d. lang.
Lei è vegetariana e ha partecipato alla campagna della Peta "All animals have the same parts" ("Tutti gli animali hanno le stesse parti").
Marsh lavora per la campagna "Flight for Life" della Essex Air Ambulance e nel 2012 ha creato un calendario per la carità.

## Altre controversie
Nel 2004, Marsh ha venduto una storia al News of the World, sostenendo che lei aveva una relazione sessuale con il centrocampista del Chelsea FC, Frank Lampard. Lampard ha negato le affermazioni e ha presentato una denuncia alla Press Complaints Commission. La denuncia non è stata accolta e la Marsh ha chiarito che avevano fatto di tutto tranne avere rapporti sessuali, nello scandalo erano coinvolte altre 4 star. 
Il 24 marzo 2006, il portavoce dell'educazione dei Liberal Democratici, Phil Willis, fu interrogato dal Ministro dell'istruzione inglese Jacqui Smith, in Parlamento, sul fatto che alla Marsh sarebbe stato consentito l'accesso alle scuole per promuovere il suo lavoro BeatBullying, descrivendo il suo blog come "the language of an appalling bully" ("il linguaggio di un bullo terribile"). Smith ha risposto che, "Jodie Marsh does not represent the Department for Education and Skills in any way. Decisions about giving people access to pupils in schools are a matter for individual head teachers and governing bodies." ("Jodie Marsh non rappresenta il Dipartimento per l'Istruzione e le competenze in alcun modo. Le decisioni relative a dare alle persone insegnamenti agli allievi nelle scuole sono una questione che riguarda dirigenti scolastici individuali e gli organi di governo."). Marsh ha in seguito descritto Willis come "just a sad, past-it old wannabe trying to get famous off my back." ("solo un triste, vecchio che vuole cercare di diventare famoso sulla mia schiena.") Willis ha poi dichiarato al Daily Mail: "I just think we are descending really to the lowest common denominator when we are actually putting people on a pedestal like Jodie Marsh to send into our schools. I think we could find better role models." ("Penso solo che stiamo scendendo davvero al minimo denominatore comune quando noi mettiamo realmente le persone come Jodie Marsh su un piedistallo e di manarle nelle nostre scuole. Penso che potevamo trovare modelli migliori per quel ruolo.").
Il giorno 11 agosto 2006, Marsh è stata fischiata dagli spettatori dell'annuale parata del Jersey Battle of Flowers dove è stata la celebrità ospite. La quota combinata per Marsh e l'altro ospite della sfilata, Andy Abraham, è stato stimata intorno ai £ 20.000. È stato suggerito che questa spesa e la qualità degli ospiti ha contribuito in negativo, ma si è anche notato soltanto una piccola minoranza di persone hanno fischiato.